# Вежі Шаоші
34°29′34.94″ пн. ш. 112°58′37.21″ сх. д. / 34.4930389° пн. ш. 112.9770028° сх. д.
34°29′35″ пн. ш. 112°58′37″ сх. д. / 34.493047509991° пн. ш. 112.97702437411° сх. д.
Вежі Шаоші (кит.: 少室阙, піньінь: Shǎo shì quē) — архітектурна пам'ятка в китайській провінції Хенань. Разом з іншими старовинними будовами біля міста Денфен з 2010 року входить до Світової спадщини ЮНЕСКО. Спільно з вежами Тайші та Ціму має назву «Вартові вежі династії Хань на Священній горі».

## Історія
Була зведена у 118—123 роках за часів династії Східна Хань біля храму Шаоші, божества однойменної гори. У давнину цей храм мав також назву Шаої (Храм молодшої наложниці), оскільки за легендами тут мешкала наложниця вана Юя з династії Ся. У подальшому від храму нічого не залишилося.
Попри численні військові конфлікти в цій місцині, вежі Шаоші добре збереглися. 4 березня 1961 році вежі внесені до переліку культурних цінностей КНР. У 2010 році — стали частиною Світової спадщини.

## Опис
Загальна площа становить 84 га (буферна зона — 222,4 га). Розташовані на заході села Сіньцзіапо біля південного підніжжя гори Суншань та гори Шаоші (остання є частиною гірського хребта Суншань), на відстані 6 км від міста Денфен (провінція Хенань). Східна вежа має висоту 3,37 м, західна — 3,75 м. Відстань між ними складає 6,75 м.
Кожна вежа складається з двох частин: власне вежі, що збудована з великих кам'яних прямокутних блоків, які на даху утворюють квадрат, ширина якого складає 1,82 м; та масивної бази (платформи), на яку ця вежа встановлена. На східній вежі вирізане її ім'я — Шаоші-Вартова вежа входу гробниці. Західна вежа колись була прикрашена численними різьбленими малюнками, частина яких стерлася і залишилося близько 70. На зображені: мандри на конях, скачки, приборкання слонів, цирк, палац місяця, тварини (погоня лисиці за кроликом), півнячі бої. Є важливим джерелом з історії мистецтва періоду Хань.